# 奥利·约基宁
奥利·约基宁（芬蘭語：Olli Jokinen，1978年12月5日—），芬兰男子冰球运动员。他曾代表芬兰参加2002年、2006年、2010年和2014年冬季奥林匹克运动会冰球比赛，共获得一枚银牌和二枚铜牌。